# 마카로니 수프

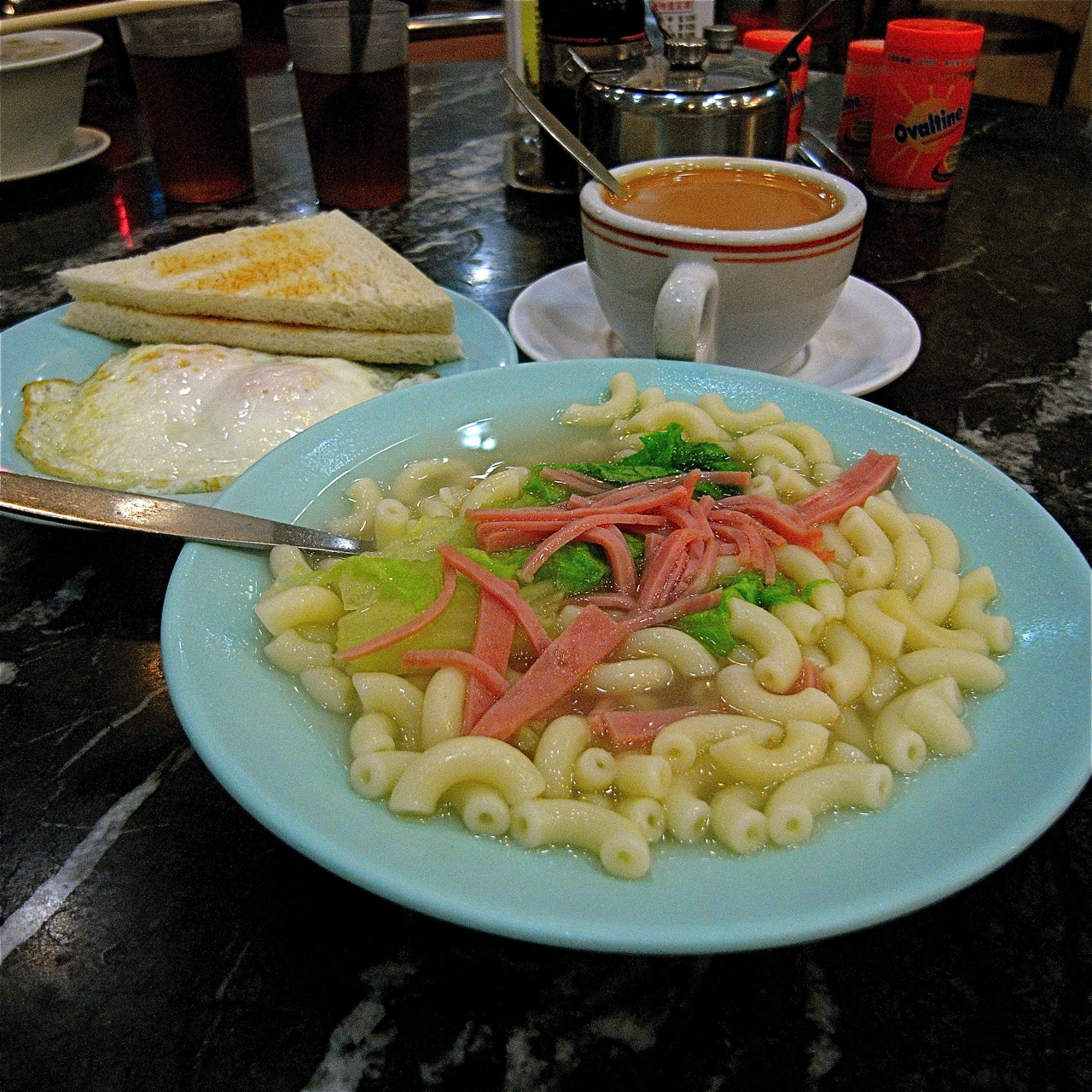
홍콩에서의 마카로니 수프

마카로니 수프는 마카로니를 넣은 수프로 이탈리아 전통 음식이다. 마카로니 수프에는 종종 콩이 포함되는데 이는 파스타 에 파졸리로도 알려져 있다.
마카로니 수프는 가난한 광부들의 건강 증진을 위한 음식으로 논의됐었다. 빈곤한 시기에 비타민과 미네랄 보충을 위해 마카로니 수프에 잡초가 사용됐다. 저렴한 특성 때문에 학교, 병원, 감옥 같은 곳들에서 종종 대접됐다. 단백질 보충을 위해 콩이 포함되기도 했다.
필리핀에서는 소파스(타갈로그어로 수프를 의미)로 간단히 알려져 있는데 미국식 닭고기국에서 유래했다. 이는 마카로니, 다양한 채소와 고기(일반적으로 닭고기), 무당연유를 포함하며 흔히 추운 날씨에 혹은 환자를 위한 위안을 주는 음식으로 여겨진다.
인도네시아와 말레이시아에서도 알려져 있다. 인도네시아에서 마카로니 수프는 아이들을 위해 혹은 라마단 사후르 식사 동안 제공된다. 또한 홍콩, 그 중에서도 차찬텡에서 흔하다. 홍콩의 맥도날드에서는 아침 메뉴로 제공한다.